# Zygmunt Kaczkowski

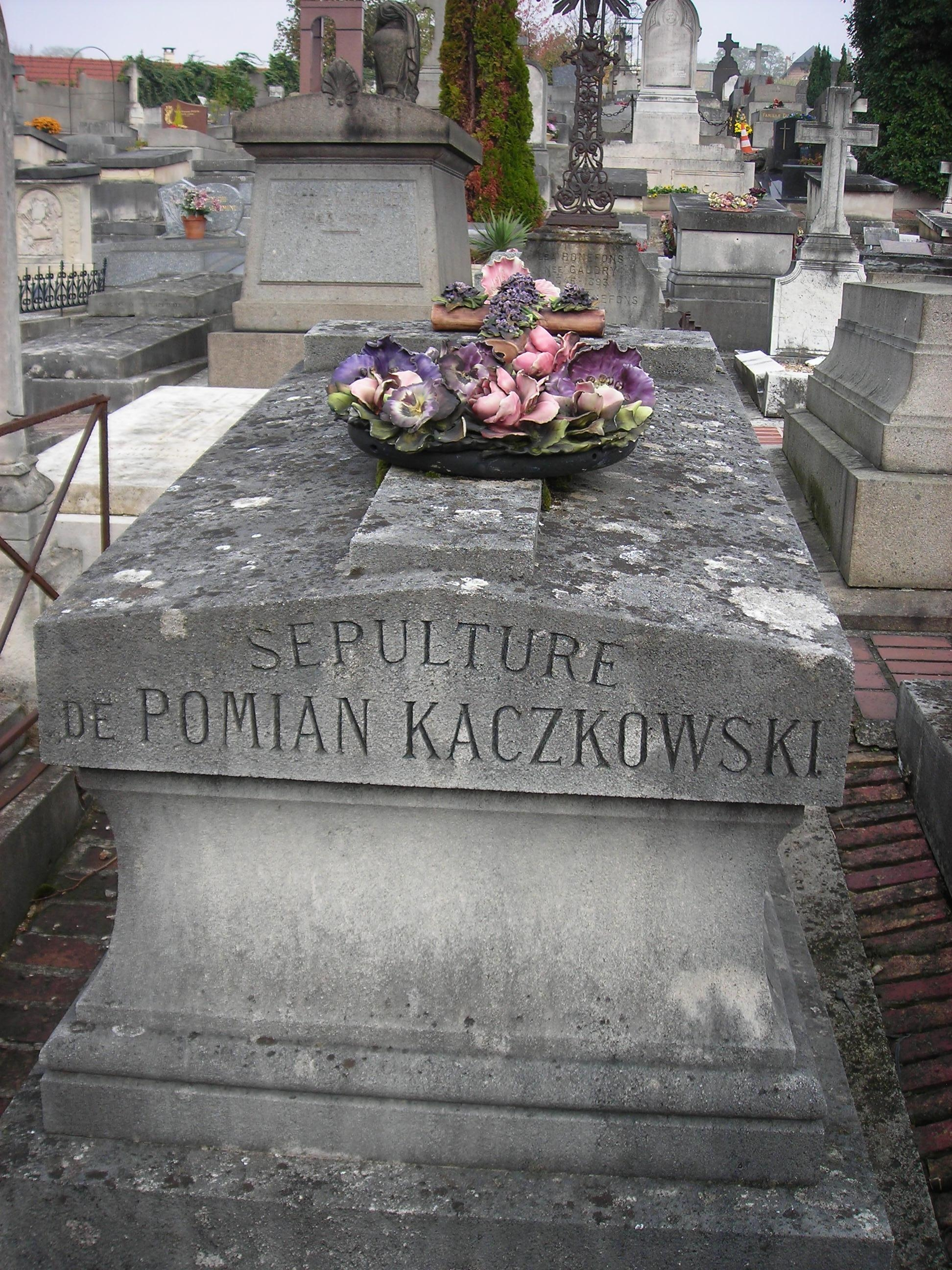
Nagrobek Kaczkowskiego na Cmentarzu Montmorency w Paryżu

Zygmunt Józef Erazm Kaczkowski herbu Pomian, ps. Ein Pole (ur. 2 maja 1825 w Kamionce Wołoskiej, zm. 7 września 1896 w Paryżu) — polski powieściopisarz i poeta, działacz narodowowyzwoleńczy.

## Życiorys
Był synem Ignacego, zarządcy majątku Aleksandra Fredry w Cisnej. Uczył się w szkołach galicyjskich, uczęszczał na wydział filozoficzny uniwersytetu lwowskiego i słuchał wykładów w Wiedniu i Lipsku. W 1845 roku powrócił do kraju i zamieszkał wraz z ojcem w Bereźnicy Wyższej. W połowie XIX wieku był właścicielem tamtejszej posiadłości tabularnej. Zajął się gospodarowaniem, a równocześnie ogłaszał swoje artykuły we lwowskim „Dzienniku Mód Paryskich”.
W roku 1846 wraz z ojcem w oddziale Józefa Bułharyna wziął udział w powstaniu krakowskim. Z tego okresu pochodzą Pieśni z otchłani — cykl liryków patriotycznych, które krążyły wówczas w odpisach i zyskały mu pewną popularność (wyd. pośmiertnie w 1920 roku). Po klęsce powstania Kaczkowski znalazł się w austriackim więzieniu, w którym przebywał dwa lata. Był więziony w Sanoku. Za swą działalność narodowowyzwoleńczą został 28 czerwca 1847 wraz z ojcem skazany na karę śmierci. Przed wykonaniem kary uchronił go wybuch Wiosny Ludów. Kaczkowski brał w niej udział jako współorganizator Gwardii Narodowej. Jednak Wiosna Ludów także skończyła się klęską.
Wydarzenia lat 1846-1848, a zwłaszcza rzeź galicyjska, zapoczątkowały ideowy odwrót Kaczkowskiego od przekonań demokratycznych. Dał temu wyraz w kilku powieściach współczesnych, takich, jak Dziwożona (1855), Wnuczęta (1855), Rozbitek (1861), w których ośmieszał postacie demokratów i rewolucjonistów, oraz takich, jak Stach z Kepy (1856) i Żydowscy (1860), w których głosił program "organicznej pracy na roli" i solidaryzmu społecznego. Wielki rozgłos i poczytność zdobyły jego powieści i opowiadania historyczne z gatunku gawędy szlacheckiej, które złożyły się na cykl Ostatni z Nieczujów. Kaczkowski stworzył apologetyczną, plastyczną i barwną panoramę życia szlacheckiej Polski, kreując postać narratora, szlachcica-gawędziarza Marcina Nieczui i wprowadzając znakomitą stylizację potocznego języka szlachty prowincjonalnej. W skład cyklu wchodziły m.in. Bitwa o chorążankę (1852), Murdelio (1853), Grób Nieczui (1855). Kaczkowski pisał także inne powieści historyczne, nie należące do tego cyklu, m.in. Anuncjata (1858) i Bracia ślubni (1854), zawierający opis pobratymstwa zawartego w kościele przez bohaterów (dwóch młodych szlachciców) około 1760 roku i bardzo przypominającego ślub kościelny - elementami takimi jak np. wymianą obrączek przed księdzem. Jednak to właśnie ten cykl zapewnił mu największe uznanie i miano najwybitniejszego polskiego twórcy powieści historycznych przed Sienkiewiczem.
W 1855 wyjechał do Paryża. W 1858 powrócił do Lwowa. Był jednym z autorów haseł do 28 tomowej Encyklopedii Powszechnej Orgelbranda z lat 1859-1868. Jego nazwisko wymienione jest w I tomie z 1859 roku na liście twórców zawartości tej encyklopedii. W 1861 założył pismo "Głos", na łamach którego opublikował m.in. odezwę Agatona Gillera Posłanie do wszystkich rodaków na ziemi polskiej, za co został oskarżony przez Austriaków o zdradę stanu i 7 października 1861 skazany na 7 lat ciężkiego więzienia. Jednak już 8 grudnia 1862 został ułaskawiony przez cesarza Franciszka Józefa I. W czasie powstania styczniowego wziął aktywny udział w organizacji zaplecza powstańczego w Galicji.
W listopadzie 1863 przejęto szyfrowaną rządową depeszę ze Lwowa do Wiednia, z której wynikało, że Kaczkowski jest konfidentem austriackim. Tajny sąd obywatelski skazał go 21 stycznia 1864 na utratę czci i banicję, jednak Rząd Narodowy wyroku tego nie zatwierdził. Kaczkowski wkrótce wyjechał do Paryża. Dopiero w 1920 historyk Eugeniusz Barwiński, na podstawie ujawnionych tajnych akt austriackich, udowodnił, że Kaczkowski był tajnym płatnym agentem austriackim, a działalność swoją kontynuował także we Francji i Wiedniu. Jego działalność doprowadziła do rozbicia galicyjskiej organizacji spiskowej, co pociągnęło za sobą falę aresztowań. Powstanie styczniowe straciło tym samym możliwość oparcia w społeczeństwie Galicji.
W latach sześćdziesiątych i siedemdziesiątych Kaczkowski prowadził w Wiedniu i Paryżu operacje finansowe, które przyniosły mu znaczny majątek. Zaprzestał wówczas na długo pracy literackiej.
Był też twórcą planu, który ułatwił Francuzom spłacenie niemieckich kontrybucji wojennych po wojnie w latach 1870-1871, za co został nagrodzony tytułem kawalera Orderu Narodowego Legii Honorowej.
Dopiero w 1883 roku po długiej przerwie wystąpił przeciwko stańczykom polemicznym tomem Teka Nieczui, którego tytuł nawiązywał do Teki Stańczyka. W późniejszym okresie występował też z krytyką powieści Ogniem i mieczem Sienkiewicza, z którym próbował rywalizować tworząc Abrahama Kitaja (1886) i Olbrachtowych rycerzy (1889) — panoramę polskiego społeczeństwa schyłku XV wieku. Jest też autorem cennego Mojego pamiętnika z lat 1833-1843 (1899).

## Upamiętnienie
W Sanoku imieniem Zygmunta Kaczkowskiego nazwano ulicę (później zmieniona na Stanisława Staszica), po raz drugi ustanowiona w innym miejscu.
Poeta Jan Szelc napisał w 1997 wiersz pt. Kamień w Bereźnicy (pamięci Zygmunta Kaczkowskiego), wydany w tomiku poezji pt. Mycykowy Dział w 1998.

## Twórczość

### CyklOstatni z Nieczujów
- Bitwa o chorążankę (opowiadanie, 1851)
- Kasztelanice Lubaczewscy (opowiadanie, 1851)
- Pierwsza wyprawa pana Marcina (opowiadanie, 1852) (tytuł alternatywny: Pan Franciszek Pułaski)
- Gniazdo Nieczujów (opowiadanie, 1852) (tytuł alternatywny: Dom Nieczujów)
- Swaty na Rusi (opowiadanie, 1852)
- Murdelio (powieść, 1853)
- Mąż szalony (powieść, 1855)
- Grób Nieczui (powieść, 1857)

### Inne utwory
- Dziwożona (powieść, 1855),
- Wnuczęta (powieść, 1855)[10][11][12][13],
- Rozbitek (powieść, 1861)[14][15][16],
- Bracia ślubni (powieść, 1854)[17][18][19],
- Stach z Kępy (powieść, 1856)[20],
- Anuncjata, tom 1, tom 2, tom 3 (powieść, 1858),
- Żydowscy (powieść, 1860),
- Abraham Kitaj (powieść, 1886)[21],
- Olbrachtowi rycerze (powieść, 1889),
- Kobieta w Polsce (studium historyczno – obyczajowe, 1850) wydano w 1895.[22][23]
- Mój pamiętnik z lat 1833-1843 (wspomnienia, 1899),
- Starosta Hołobucki[24]
- Wasi ojcowie[25]
- Pieśni z otchłani (zbiór wierszy, 1920)